# Ричфорд (Вісконсин)
Ричфорд (англ. Richford) — місто (англ. town) в США, в окрузі Вошара штату Вісконсин. Населення — 737 осіб (2020).

## Демографія
Згідно з переписом 2010 року, у місті мешкало 612 осіб у 203 домогосподарствах у складі 157 родин. Було 308 помешкань
Расовий склад населення:
| - 98,4 % — білих - 0,2 % — корінних американців - 1,0 % — осіб інших рас |

До двох чи більше рас належало 0,5 %. Частка іспаномовних становила 3,1 % від усіх жителів.
За віковим діапазоном населення розподілялося таким чином: 31,9 % — особи молодші 18 років, 54,0 % — особи у віці 18—64 років, 14,1 % — особи у віці 65 років та старші. Медіана віку мешканця становила 37,0 року. На 100 осіб жіночої статі у місті припадало 112,5 чоловіків;  на 100 жінок у віці від 18 років та старших — 108,5 чоловіків також старших 18 років.
Середній дохід на одне домашнє господарство  становив 75 253 долари США (медіана — 46 974), а середній дохід на одну сім'ю — 83 427 доларів (медіана — 55 417). Медіана доходів становила 36 875 доларів для чоловіків та 35 000 доларів для жінок. За межею бідності перебувало 23,1 % осіб, у тому числі 47,1 % дітей у віці до 18 років та 11,5 % осіб у віці 65 років та старших.
Цивільне працевлаштоване населення становило 352 особи. Основні галузі зайнятості: сільське господарство, лісництво, риболовля — 28,7 %, освіта, охорона здоров'я та соціальна допомога — 19,0 %, виробництво — 10,5 %, будівництво — 10,5 %.